# 鹽漬齒鰆

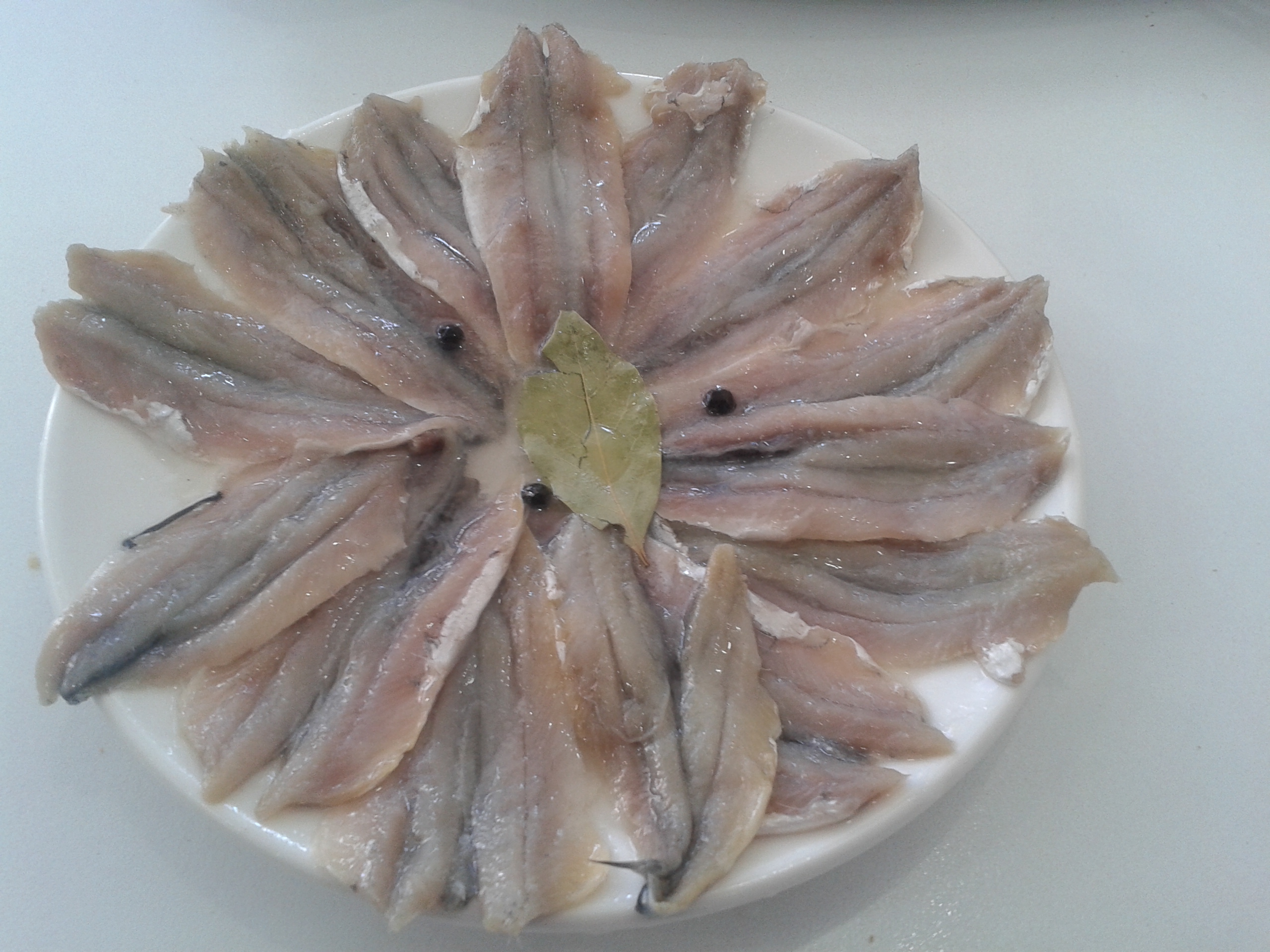
鹽漬齒鰆

鹽漬齒鰆是常見於巴爾幹半島以及中東的醃漬大西洋齒鰆(Atlantic bonito)料理。是一種中東地區的開胃菜(meze)。這道料理使用每年洄游至伊斯坦堡海峽的珍貴的一歲大西洋齒鰆作為食材。

## 名稱
鹽漬齒鰆(λακέρδα)的原文來自中古希臘語lakerta(λακέρτα)，意思是「鯖魚類可食魚種(Mackerel)」；另一說是此單詞來自於拉丁語的lakerta,意思是「鯖魚類可食魚種」或是「大西洋竹筴魚(Atlantic horse mackerel)」。

## 料理方式
魚肉去骨，用鹽水浸泡，醃漬一個星期即可食用，醃漬完成後也可以浸泡在橄欖油內保存。
有時會用大隻的「鯖魚類可食魚種」或是小隻的「金槍魚屬」的魚作為原料。

## 上菜形式
在希臘，鹽漬齒鰆通常作為開胃菜與切片的洋蔥、檸檬汁、橄欖油一起上桌。在土耳其，鹽漬齒鰆也是作為開胃菜與切片的紅蔥頭、橄欖油、黑胡椒一起搭配,一般以拉克酒作為配酒。

## 料理歷史
鹽漬齒鰆與一種昂貴的古希臘飲食 「tarikhos horaion」十分相似，其意思是「熟成的鹽漬魚肉」。

## 外部連結
- 檸汁醃魚生
- Boquerones en vinagre（英语：Boquerones en vinagre）